# Primera División de bádminton 2022-23
La temporada 2022-2023 es la edición en curso de la Primera División de bádminton en España, segunda categoría de este deporte en el país, organizada por la Federación Española de Bádminton. En esta ocasión tiene tres subcategorías, la Primera ORO, la Primera PLATA y la Primera BRONCE.

## Primera Oro

### Equipos participantes
| Equipo                    | Ciudad            |
| ------------------------- | ----------------- |
| Alicante Intercity        | Alicante          |
| Caser Grupo Helvetia      | Madrid            |
| Oviedo B                  | Oviedo            |
| Ibiza                     | Ibiza             |
| UD Ibiza-Bádminton Pitius | Ibiza             |
| Athlos                    | Orense            |
| As Neves                  | Las Nieves        |
| Granollers                | Granollers        |
| Estella                   | Estella           |
| CDB Huelva                | Huelva            |
| Palma                     | Palma de Mallorca |
| Mercapinturas Almería     | Almería           |

### Clasificación
| | Equipo                    | Puntos | J  | G  | P | PG | PP | JF | JC  | PF  | PC   |
| --- | ------------------------- | ------ | -- | -- | - | -- | -- | -- | --- | --- | ---- |
| 1 | Alicante Intercity        | 30     | 11 | 10 | 0 | 1  | 58 | 19 | 191 | 86  | 2735 |
| 2 | UD Ibiza-Bádminton Pitius | 24     | 11 | 8  | 0 | 3  | 44 | 33 | 144 | 122 | 2340 |
| 3 | Caser Grupo Helvetia      | 21     | 11 | 7  | 0 | 4  | 50 | 27 | 169 | 111 | 2640 |
| 4 | Athlos                    | 18     | 11 | 6  | 0 | 5  | 36 | 41 | 130 | 144 | 2356 |
| 5 | CDB Huelva                | 18     | 11 | 6  | 0 | 5  | 33 | 44 | 125 | 157 | 2473 |
| 6 | Ibiza                     | 15     | 11 | 5  | 0 | 6  | 41 | 36 | 144 | 133 | 2481 |
| 7 | Oviedo B                  | 15     | 11 | 5  | 0 | 6  | 39 | 38 | 154 | 145 | 2707 |
| 8 | As Neves                  | 15     | 11 | 5  | 0 | 6  | 32 | 45 | 128 | 155 | 2392 |
| 9 | Estella                   | 15     | 11 | 5  | 0 | 6  | 32 | 45 | 124 | 167 | 2472 |
| 10 | Granollers                | 12     | 11 | 4  | 0 | 7  | 36 | 41 | 135 | 156 | 2532 |
| 11 | Palma                     | 12     | 11 | 4  | 0 | 7  | 35 | 42 | 142 | 154 | 2637 |
| 12 | Mercapinturas Almería     | 3      | 11 | 1  | 0 | 10 | 26 | 51 | 112 | 168 | 2351 |
| Fuente: Federación Española de Bádminton: Clasificación de la Primera Nacional ORO; actualización automática |                           |        |    |    |   |    |    |    |     |     |      |

## Primera Plata

### Equipos participantes
| Equipo                  | Ciudad                |
| ----------------------- | --------------------- |
| Cartagena               | Cartagena             |
| Shuttle La Nucia        | La Nucia              |
| Cura Mora               | Villanueva de la Vera |
| San Fernando Valencia B | Valencia              |
| Huesca La Magia         | Huesca                |
| Benalmádena B           | Benalmádena           |
| Guadalajara             | Guadalajara           |
| Astures                 | Gijón                 |
| Soria                   | Soria                 |
| Bellaterra              | Bellaterra            |
| Burgos                  | Burgos                |
| Rinconada- Sevilla B    | Sevilla               |

### Clasificación
| | Equipo                  | Puntos | J  | G  | P | PG | PP | JF | JC  | PF  | PC   |
| --- | ----------------------- | ------ | -- | -- | - | -- | -- | -- | --- | --- | ---- |
| 1 | Shuttle La Nucia        | 33     | 11 | 11 | 0 | 0  | 50 | 27 | 175 | 112 | 2666 |
| 2 | Cartagena               | 30     | 11 | 10 | 0 | 1  | 55 | 22 | 180 | 101 | 2661 |
| 3 | San Fernando Valencia B | 24     | 11 | 8  | 0 | 3  | 51 | 26 | 172 | 121 | 2708 |
| 4 | Benalmádena B           | 24     | 11 | 8  | 0 | 3  | 44 | 33 | 169 | 123 | 2718 |
| 5 | Huesca La Magia         | 21     | 11 | 7  | 0 | 4  | 43 | 34 | 163 | 132 | 2743 |
| 6 | Cura Mora               | 21     | 11 | 7  | 0 | 4  | 42 | 35 | 150 | 138 | 2593 |
| 7 | Soria                   | 15     | 11 | 5  | 0 | 6  | 33 | 44 | 129 | 154 | 2392 |
| 8 | Guadalajara             | 9      | 11 | 3  | 0 | 8  | 29 | 48 | 118 | 160 | 2330 |
| 9 | Astures                 | 6      | 11 | 2  | 0 | 9  | 34 | 43 | 129 | 154 | 2383 |
| 10 | Burgos                  | 6      | 11 | 2  | 0 | 9  | 28 | 49 | 119 | 175 | 2446 |
| 11 | Rinconada- Sevilla B    | 6      | 11 | 2  | 0 | 9  | 24 | 53 | 91  | 177 | 2079 |
| 12 | Bellaterra              | 3      | 11 | 1  | 0 | 10 | 29 | 48 | 117 | 165 | 2324 |
| Fuente: Federación Española de Bádminton: Clasificación de la Primera Nacional PLATA; actualización automática |                         |        |    |    |   |    |    |    |     |     |      |

## Primera Bronce

### Equipos participantes
| Equipo                      | Ciudad                |
| --------------------------- | --------------------- |
| Recreativo IES La Orden B   | Huelva                |
| CIDE                        | Sa Vileta-Son Rapinya |
| Rosalía Peixes Vimar        | Vigo                  |
| Larios Rental Jorge Guillén | Rincón de la Victoria |
| Palencia                    | Palencia              |
| Arroyo Tejada               | Tres Cantos           |
| Mahón                       | Mahón                 |
| Huesca La Magia B           | Huesca                |
| Ronda                       | Ronda                 |
| Lanzarote Raqueta Club      | Lanzarote             |
| Valladolid                  | Valladolid            |
| Alfajarín                   | Alfajarín             |

### Clasificación
| | Equipo                      | Puntos | J  | G  | P | PG | PP | JF | JC  | PF  | PC   |
| --- | --------------------------- | ------ | -- | -- | - | -- | -- | -- | --- | --- | ---- |
| 1 | Recreativo IES La Orden B   | 33     | 11 | 11 | 0 | 0  | 66 | 11 | 211 | 47  | 2678 |
| 2 | Mahón                       | 24     | 11 | 8  | 0 | 3  | 54 | 23 | 178 | 93  | 2618 |
| 3 | CIDE                        | 24     | 11 | 8  | 0 | 3  | 52 | 25 | 180 | 102 | 2718 |
| 4 | Larios Rental Jorge Guillén | 21     | 11 | 7  | 0 | 4  | 44 | 33 | 157 | 128 | 2656 |
| 5 | Arroyo Tejada               | 21     | 11 | 7  | 0 | 4  | 43 | 34 | 149 | 136 | 2539 |
| 6 | Rosalía Peixes Vimar        | 18     | 11 | 6  | 0 | 5  | 43 | 34 | 153 | 132 | 2610 |
| 7 | Palencia                    | 18     | 11 | 6  | 0 | 5  | 40 | 37 | 152 | 142 | 2627 |
| 8 | Lanzarote Raqueta Club      | 18     | 11 | 6  | 0 | 5  | 38 | 39 | 139 | 143 | 2513 |
| 9 | Huesca La Magia             | 9      | 11 | 3  | 0 | 8  | 25 | 52 | 102 | 170 | 2207 |
| 10 | Valladolid                  | 9      | 11 | 3  | 0 | 8  | 24 | 53 | 93  | 175 | 2128 |
| 11 | Ronda                       | 3      | 11 | 1  | 0 | 10 | 25 | 52 | 99  | 177 | 2195 |
| 12 | Alfajarín                   | 0      | 11 | 0  | 0 | 11 | 8  | 69 | 43  | 211 | 1682 |
| Fuente: Federación Española de Bádminton: Clasificación de la Primera Nacional BRONCE; actualización automática |                             |        |    |    |   |    |    |    |     |     |      |